# Fatwell Kimaiyo
Fatwell Kimaiyo (né le 1er juillet 1947) est un athlète kényan, spécialiste du 110 mètres haies. 

## Biographie
Il participe aux Jeux olympiques d'été de 1972 à Munich où il s'incline dès les séries du 400 m haies.
Il remporte la médaille d'or du 110 mètres haies aux Jeux africains de 1973, aux Jeux afro-latino-américains de 1973 à Guadalajara, aux Jeux du Commonwealth de 1974 de Christchurch  et aux Jeux africains de 1978.
Il détient depuis 1974 le record du Kenya du 110 m haies en 13 s 69.

### Palmarès
| Date | Compétition          | Lieu         | Résultat | Épreuve     | Temps   |
| ---- | -------------------- | ------------ | -------- | ----------- | ------- |
| 1973 | Jeux africains       | Lagos        | 1er      | 110 m haies | 14 s 19 |
| 1974 | Jeux du Commonwealth | Christchurch | 1er      | 110 m haies | 13 s 69 |
| 1978 | Jeux africains       | Alger        | 1er      | 110 m haies | 13 s 89 |

### Records
| Épreuve     | Temps   | Lieu         | Date            |
| ----------- | ------- | ------------ | --------------- |
| 110 m haies | 13 s 69 | Christchurch | 26 janvier 1974 |